# Český telekomunikační úřad
Český telekomunikační úřad je ústřední správní úřad České republiky pro výkon státní správy ve věcech stanovených zákonem, včetně regulace trhu a stanovování podmínek pro podnikání v oblasti elektronických komunikací a poštovních služeb. Byl zřízen zákonem č. 127/2005 Sb., o elektronických komunikacích ke dni 1. května 2005. Úřad je právním nástupcem Českého telekomunikačního úřadu,[ujasnit] který byl jako samostatný správní úřad zřízen zákonem o telekomunikacích ke dni 1. července 2000. 
Vzniku Úřadu předcházelo historicky významné období podstatných změn v telekomunikacích, kdy byl úřad součástí různých ministerstev. Na základě zákona o opatřeních v soustavě ústředních orgánů státní správy České republiky a ústavního zákona o opatřeních souvisejících se zánikem ČSFR, byl rozhodnutím ministra hospodářství České republiky k 1. lednu 1993 zřízen Český telekomunikační úřad jako 6. sekce Ministerstva hospodářství, v jehož působnosti byly telekomunikace do 31. října 1996. Od 1. listopadu 1996 přešly veškeré kompetence této sekce do působnosti Ministerstva dopravy a spojů, kde byly vykonávány až do 30. června 2000. 
Sídlem Úřadu je Praha. Úřad vykonává působnost prostřednictvím útvarů, tj. sekcí, odborů a samostatných oddělení. Odbory pro oblast jihočeskou, západočeskou, severočeskou, východočeskou, jihomoravskou a severomoravskou jsou jako dislokovaná pracoviště umístěny mimo Prahu.
Úřad vede pětičlenná Rada. Jeden z členů Rady je předsedou Rady. Členy Rady a jejího předsedu jmenuje a odvolává vláda na návrh ministra průmyslu a obchodu. Funkční období členů Rady je pět let. Každý rok je jmenován jeden člen Rady. Do funkce předsedy Rady je člen Rady jmenován na dobu zbývající do konce jeho členství v Radě, nejvýše však na dobu tří let.
Úřad jako jiný ústřední orgán státní správy má samostatnou kapitolu ve státním rozpočtu. Úřad je účetní jednotkou.

## Významné události
- Dne 16. května 2000 byl schválen zákon č. 151/2000 Sb., o telekomunikacích a o změně dalších zákonů, který nabyl účinnosti 1. července 2000 a stal se dalším předělem v historii našich telekomunikací. Poprvé byl vytvořen samostatný správní úřad pro výkon státní správy včetně regulace ve věcech telekomunikací – Český telekomunikační úřad. Do jeho čela jmenovala vláda na čtyřleté funkční období na návrh ministra dopravy a spojů Ing. Davida Stádníka.
- 1. května 2005 nabývá účinnosti nový zákon o elektronických komunikacích, který řádně implementuje evropský regulační rámec pro sítě a služby elektronických komunikací. ČTÚ nově realizuje analýzy relevantních trhů a podle jejich výsledku jsou zjištěným podnikům s významnou tržní silou ukládány zvláštní povinnosti.
- 1. ledna 2006 – Předsedou Rady ČTÚ je Pavel Dvořák.
- 15. května 2013 – 27. ledna 2020 Předsedou Rady ČTÚ je Jaromír Novák.[1][2][3][4] Novák na svou funkci rezignoval poté, co ministr průmyslu a obchodu Karel Havlíček požadoval změnu podmínek aukce kmitočtů 5G. Podle Nováka byly podmínky aukce transparentní, splňovaly plně zadání vlády a byly v souladu s evropským i českým právním rámcem. Celý proces přípravy byl plně postaven na odborných a věcných argumentech. Podmínky upravené podle požadavků MPO mohly podle Nováka vést ke zmaření celé aukce.[5]
- 31. prosince 2019 – ČTÚ aktualizoval výpočet stavu pokrytí obyvatel České republiky celoplošnými televizními vysílacími sítěmi v souvislosti s přechodem na DVB-T2[6]
- 27. ledna 2020 – Předsedkyní Rady ČTÚ je Hana Továrková. Hana Továrková byla v době jmenování v nezákonném konfliktu zájmů, protože podniká v devíti firmách. Všechny firmy ve kterých se Továrková angažovala získaly od státu od roku 2016 celkem 67 smluv v celkové výši 1 mld. Kč.[7] Továrková porušila zákon o střetu zájmů také podle předběžného posouzení ministerstva spravedlnosti a hrozí jí pokuta 250 000 Kč.[8]
- 21. září 2021 – ČTÚ spustila NetTest, online nástroj pro měření rychlosti připojení k internetu, který nabízí možnost certifikovaného měření do rychlosti 500 Mb/s download a 250 Mb/s upload pro případnou reklamaci kvality připojení u poskytovatele.[9][10][11]
- 6. října 2022 – ČTÚ aktualizoval výpočet stavu pokrytí obyvatel České republiky v důsledku změn u digitálního rozhlasu DAB+ vysílaném ve III. pásmu VKV[12]
- 19. října 2022 vláda rozhodla o jmenování nového předsedy Rady ČTÚ s platností od 1. února 2023[13]. Tím se stal Marek Ebert, který se 1. února 2023 ujal funkce.[14]
- 5. prosince 2022 – uvedení aplikace NetTest pro mobilní zařízení s operačním systémem Android.[15]

## Působnost úřadu
Působnost Českého telekomunikačního úřadu je dána zejména:
- zákonem č. 127/2005 Sb., o elektronických komunikacích a o změně některých souvisejících zákonů (zákon o elektronických komunikacích);
- zákonem č. 29/2000 Sb., o poštovních službách a o změně některých zákonů (zákon o poštovních službách), ve znění pozdějších předpisů;
- zákonem č. 265/1991 Sb., o působnosti orgánů České republiky v oblasti cen, ve znění pozdějších předpisů;
- zákonem č. 206/2005 Sb., o ochraně některých služeb v oblasti rozhlasového a televizního vysílání a služeb informační společnosti;
- zákonem č. 69/2006 Sb., o provádění mezinárodních sankcí.